# Droit tannoutouvain
Le droit tannoutouvain est le droit de tradition civiliste et coutumière appliqué en République populaire touvaine (Tounna-Touva).

## Histoire
L’histoire du droit de la République populaire touvaine (RPT) peut être divisée en deux grandes périodes principales, marquant l’émergence et la consolidation d’un ordre juridique propre, bien que fortement inspiré du modèle soviétique.
Dans un premier temps, entre 1921 et 1929, il est question de l'émergence d’un système juridique propre à la suite de la proclamation de la république en 1921 lors du Khoural constituant. Sur la base du droit soviétique, le gouvernement touvain élabore ses premières normes juridiques, en s’appuyant sur trois principes fondamentaux : la légalité révolutionnaire, la protection des classes opprimées et l'égalité sociale. Durant cette phase, une nouvelle base constitutionnelle pour la gouvernance et la régulation sociale est mise en place ; les fonctions juridictionnelles sont transférées aux instances de l’autogouvernement local, impliquant une coexistence entre le droit coutumier et les normes étatiques émergentes ; un droit pénal est mise en place et un ministère de la Justice est créé. Cependant, l’inexpérience des autorités touvaines dans la production normative engendre un droit encore embryonnaire et lacunaire.
Dans un second temps, entre 1930 et 1944, les institutions juridiques se voient consolidées et le système juridique développé : cette période acte la finalisation de l’architecture juridique, la création d’organes de justice étatiques et la réduction du champ d’application du droit coutumier au profit d’un contrôle juridique accru de l’État. L’extension du droit pénal et l’introduction de nouvelles incriminations engendrent une augmentation du nombre de délits, révélant une politique pénale plus intrusive,.